# جيراردو غورديلو
جيراردو غورديلو (بالإسبانية: Gerardo Gordillo) هو لاعب كرة قدم غواتيمالي في مركز الدفاع، ولد في 17 أغسطس 1994 في غواتيمالا.

## وصلات خارجية
- جيراردو غورديلو على موقع قاعدة بيانات كرة القدم.إي يو (الإنجليزية)
- جيراردو غورديلو على موقع ناشيونال فوتبول تيمز (الإنجليزية)
- جيراردو غورديلو على موقع Soccerway.com (الإنجليزية)